# Bimbisara

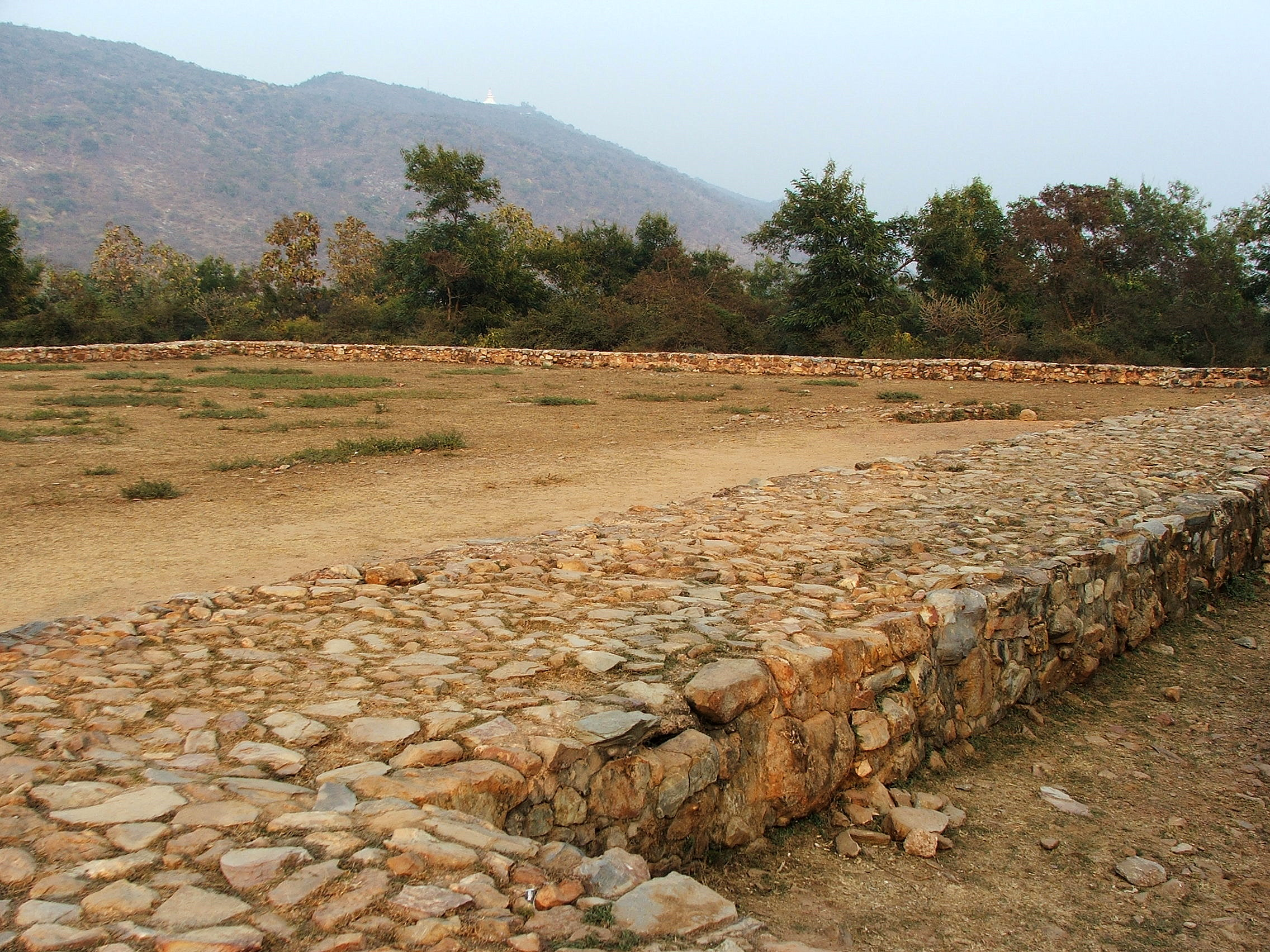
Prisão de Bimbisara, onde o rei Bimbisara foi preso, em Rajgir.

Bimbisara (em sânscrito:  बिम्भिसार; 558 a.C. — 491 a.C.) foi um rei de Mágada de 543 a.C. até a sua morte e pertenceu à dinastia Harianka.

## Biografia
Existem muitos registros de Bimbisara nos jatakas budistas, porque ele foi contemporâneo ao Buda Gautama. Ele adquiriu Anga e a colocou sob o vice-reino do seu filho Ajatasatru, com capital em Champa. O rei Bimbisara conheceu o Buda pela primeira vez quando o Buda ainda não era iluminado, e, posteriormente, virou um discípulo importante do Buda. Foi registrado que ele atingiu o satopanna, um grau de esclarecimento nos ensinamentos budistas.
Os textos jainistas referem-se a ele como rei Shrenik de Rajgrih.

## Alianças de casamento
Bimbisara usou alianças de casamento para fortalecer a sua posição. A sua primeira esposa foi Cosala-devī, filha de Mahā Cosala, rei de Côssala, e uma das irmãs de Prasenjit. Esse casamento também acabou com a hostilidade entre Mágada e Côssala e ajudou-o a lidar com outros estados. A segunda esposa de Bimbisara, Chellana, foi uma princesa Linchchhavi de Vaishali A sua terceira esposa foi uma filha do chefe do clã Madra de Punjabe..

## Morte
A tradição nos diz que Bimbisara foi preso pelo seu filho Ajatasatru, que é dito de tê-lo deixado morrer de fome. De acordo com os registros, isso aconteceu por volta de 491 a.C.